# Aepisaurus
 Aepisaurus  ist die Gattungsbezeichnung eines quadrupeden Titanosauriden, der in der Mitte der Kreidezeit lebte. Der Name Aepisaurus bedeutet „hohe Echse“.
Wie alle Sauropoden ernährte sich Aepisaurus von Pflanzen (herbivor). Schätzungen zufolge war er rund 10 Meter hoch und 15 Meter lang; sein Gewicht könnte etwa 10 Tonnen betragen haben. Es ist nicht bekannt, ob Aepisaurus ähnlich gepanzert war wie andere Titanosauriden.
Als Holotypus wurde A. elephantinus 1852 von Paul Gervais beschrieben. Der einzige Fund dieses Tieres war ein Oberarmknochen (Humerus), der in Gres Vert im französischen Département Vaucluse entdeckt wurde. Aufgrund dieses spärlichen Fossilbelegs wird die Art von einigen als Nomen dubium geführt, es ist also umstritten, ob die Aufstellung einer eigenen Gattung und Art berechtigt ist oder der Fund nicht auch einem anderen, bereits bekannten Titanosauriden zugeordnet werden muss.